# Dysdera nubila
Dysdera nubila là một loài nhện trong họ Dysderidae.
Loài này thuộc chi Dysdera. Dysdera nubila được Eugène Simon miêu tả năm 1882.